# معبد مونتو

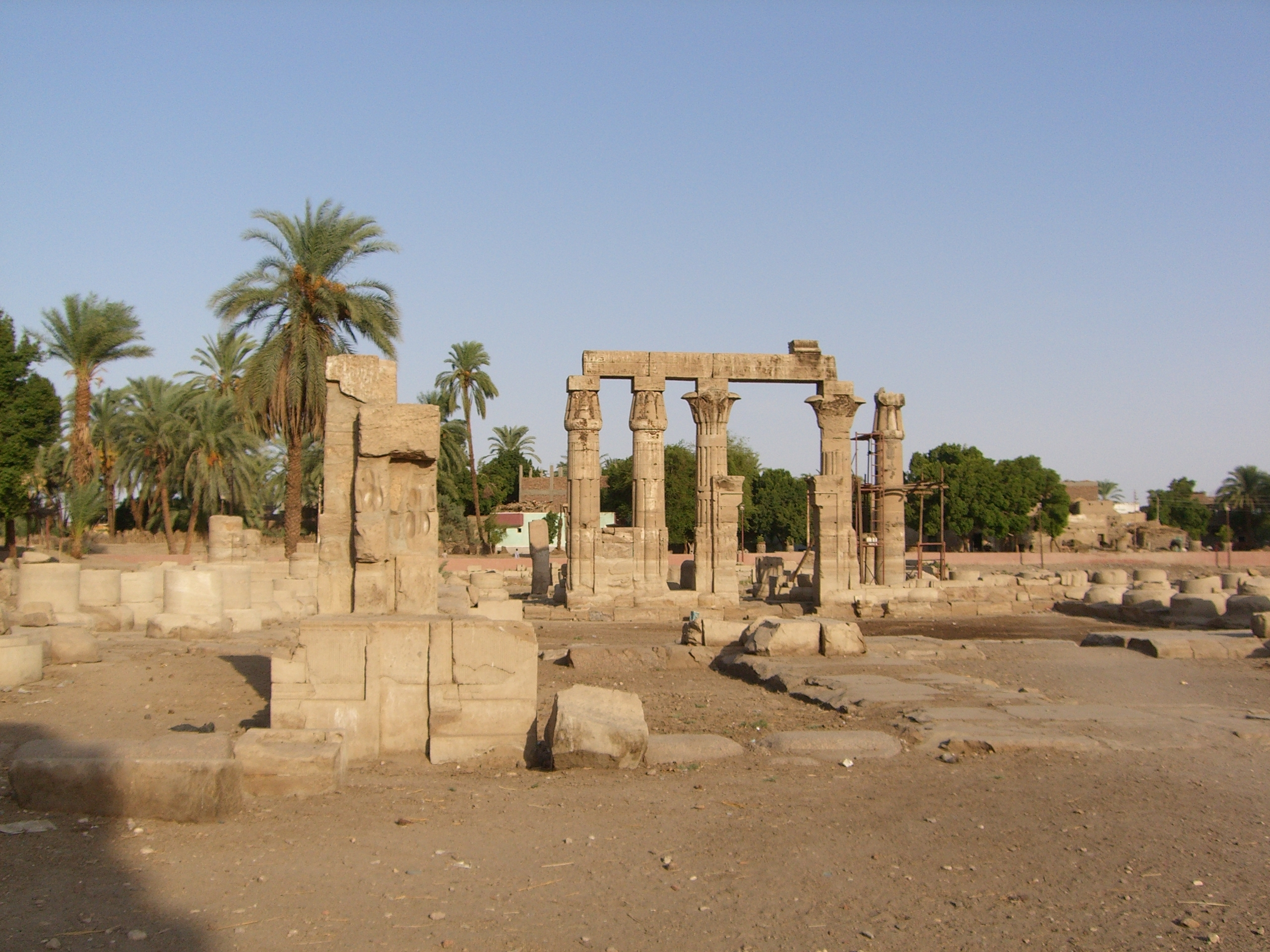
معبد مونتو في مدامود

معبد مونتو (أيضا معبد مونتهو، مونتجو، أو منتو) هو معبد مصري مخصص لعبادة منتو. يقع الموقع على بعد 5 كم (3.1 ميل) شمال شرق الكرنك، والذي يقع داخل الأقصر. تم حفر مدامود من قبل عالم الآثار الفرنسي فرناند بيسون دي لا روك من عام 1925 إلى ما بعد الحرب، وكشف العديد من المباني بما في ذلك معبد مخصص لمونتو. هذا المعبد محل ملاذ قديم ويتكون من منتدى مفتوح مع برج وضم اثنين من التلال التي تضم مصليات العبادة. ويعتقد أن الملاذ الأصلي يعود إلى المملكة المصرية القديمة. وتعود أطلال الهيكل الأخير إلى فترة بطليموس الثامن من القرن الثاني قبل الميلاد، على الرغم من أن الزينة والإضافات استمرت في الإضافة قرون عديدة في وقت لاحق من قبل الرومان. بسبب ارتباط مونتو القوي مع الثيران المستعرة، كان المعبد مركزا رئيسيا لعبادة الثيران، التي تحتوي على العديد من التماثيل من الثيران للعبادة والانتصافات. معظم هذه التماثيل موجودة الآن في مختلف المتاحف في جميع أنحاء العالم.

## مونتو

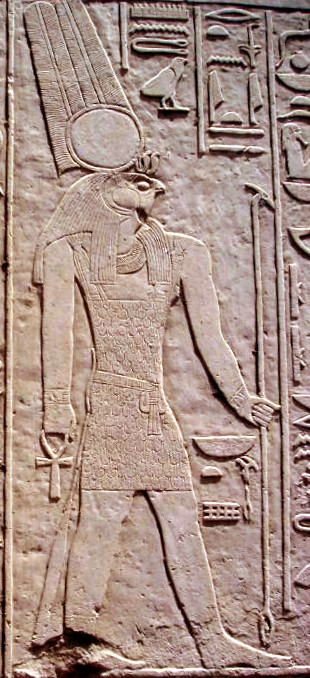
إغاثة مونتو في مدامود.

كان مونتو إله الحرب، رأسه الصقر. كان الإله الراعي لطيبة. كانت زوجاته  تانينت ورعي تاوي (أو راتاوي). كان ابنه هاربورا. يرتبط أيضا مع ثور مقدس اسمه بوخيس.

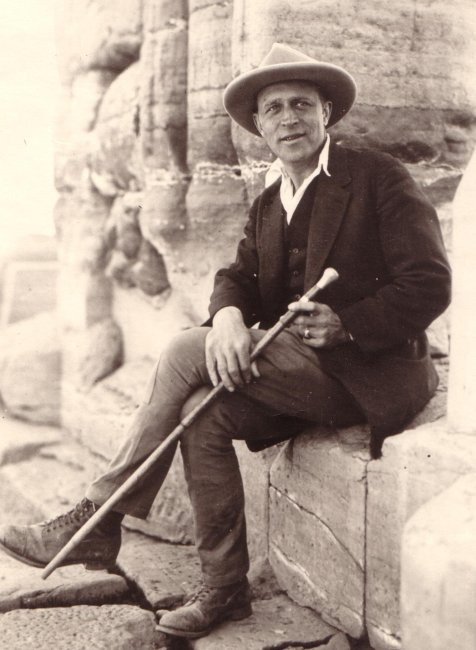
حفار المعبد، فرناند بيسون دي لا روك.

بالإضافة إلى المعبد في مدامود، تم بناء المعابد المخصصة لمونتو في الكرنك، أرمانت، و تود. من 1925 إلي 1932، تم حفر معبد مدامود في مونتو من قبل عالم الآثار الفرنسي فرناند بيسون دي لا روك، من المعهد الفرنسي للآثار الشرقية، بالاشتراك مع متحف اللوفر.

## جغرافيا
كانت مدامود محطة طيبة، تقع على بعد 3 أميال (4.8 كيلومتر)، ولا يعرف سوى القليل عن بلدة مدامود أو هياكلها الأخرى، وقبل أن يتم بناء معبد الدولة الوسطى، تم حرق الموقع، ويقع معبد المملكة المصرية الوسطى على تل دائري، ويتحمل اتجاهها الشرق والغرب.
بالقرب من مجمعات المعابد المصرية في الأقصر والكرنك. مجمع معبد الكرنك يحتوي على ثلاثة أقسام، بما في ذلك مقاطعة مونتو، التي تحتوي على معبد آخر من مونتو.

## موقع المملكة القديمة
كان موقع معبد المملكة القديمة، مكرس لمونتو، محاط بسور وله بستان مقدس. كان لديه نظام النفق، التلال والغرف.

## معبد المملكة الوسطى
بناء المملكة الوسطى للأسرة الثانية عشر هو مثال نادر على أساس الدين في عصر مصر الوسطى. معابد أخرى من هذه الفترة كمعبد سنوسرت الثالث في أبيدوس، ومعبد مدينة ماضي وقصر الصقا في الفيوم التي يرجع تاريخها إلى نفس الوقت تقريبا، والمعبد الجنائزي لمنتوحوتب الثاني من الأسرة الحادية عشر في الدير البحري. وقد أعيد تشكيل الحرم في فترات لاحقة.
شملت معالم المعبد منصة، قناة، دروموس، البوابة الرئيسية، رواق، قاعة، وملجأ. كان هناك أيضا فناء معيشة للثور المقدس. وتتكون من غرفة أولى، 200 متر أو 180 متر. وكان الوصول الرئيسي إلى الشرق والشمال. وربما كانت البحيرة المقدسة على الجانب الغربي من المعبد. يتكون المعبد من قسمين متميزين متجاورين تم تفسيرهما على أنهما معبد في الشمال وواحد إلى الجنوب حيث كان الكهنة يملكون أماكنهم. نموذجية هذه الفترة، تم بناء المعبد من الطوب. وشملت العناصر الخام للأبواب والإطارات، والعمود أو الحجر المنحوت، والأسس التي زينت. كان الحجر المنحوت سيكون حاضرا في الأجزاء الأكثر حميمية من الحرم، ولكن لم يتم اكتشاف أي أثر له. ولا شك أن هذه الأجزاء تعتبر مقدسة وأعيد استخدامها في المباني اللاحقة. ولا تزال خطة ملاذ الدولة الوسطى موضع نقاش. ولكن كان يجب أن يكون على الأقل بهو معمد، مما يتيح الوصول إلى مصليات العبادة أو الضريح. وهناك فناء كبير تحيط به أعمدة الرواق حيث كان الثور المقدس قد عاش سيكون التبجيل كما يبجلون مونتو الحي.
قد قدم هذا المعبد العديد من الأمثلة على التماثيل الملكية والعناصر الليثية من العمارة المصرية القديمة. واحد من الأبواب الباهظة، المؤرخة إلى سنوسرت الثالث، حاليًا في متحف اللوفر. وظل المعبد مزخرفا في الأسرة الثالثة عشر، بما في ذلك سوبك حتب الثاني، وشمل بعض الانتصارات من أسلافه وسلفه سنوسرت الثالث، بارتداء أزياء مهرجان.

## معبد المملكة الحديثة
قد تم تنقيح المعبد في وقت لاحق من قبل ملوك الأسرة الثامنة عشر في مصر وأعيد بناؤها من قبل تحتمس الثالث، الذي أعاد بناء الحرم الحجري وزينها بتماثيل تشبهه.

## المعبد اليوناني الروماني

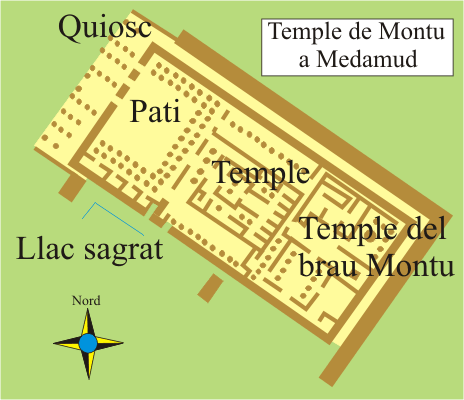
خطة معبد مونتو في مدامود

تم إغلاق الموقع حاليا للجمهور كفريق من علماء الآثار والمستعدين للعمل للحماية ضد التعدي على المدينة الحديثة على البقايا القديمة من المدينة السابقة.
يتألف الهيكل من اثني عشر عمودا، وقد بنيت تحت حكم بطليموس الثامن، الذي أصبح بعد ذلك من أعيد بناء مدامود. لا تزال أربعة من الأعمدة الستة من الواجهة متصلة بالجدران. عناصر المعبد الداخلي ترجع إليهم من بداية العصر البطلمي. ضم معبد الهيكل بحيرة مقدسة وبئر عميق ولكن تم إيقافه لأنه يمثل خطرا على الأطفال الذين يلعبون في المنطقة. استمر المعبد في توسيعه وزينت لعدة قرون تحت الأباطرة الرومانيين، بمن فيهم تيبيريوس (14-37)، وحتى عهد أنتونينوس بيوس. الرصيف الذي تم التوصل إليه من قبل قناة، ربط المعبد مع خط من آباء الهول. هو في حالة من الخراب. على الرغم من أن العشب ينمو في جميع أنحاء الموقع، لا يزال هناك دليل على وجود الحجاج القدامى في شكل الكتابة على الجدران أو آثار أقدام محفورة. بعد الممر الطائفي، كان من الممكن الوصول إلى الباب الكبير الذي يعود تاريخه إلى عهد تيبريوس. وكان في هذه البوابة الضخمة فتحة كبيرة داخل جدران محور المعبد. ولكن الذين بنوا الرواق مرتفع حول الباب، والزخرفة لم تكتمل حتى عهد بطليموس الثاني عشر. باب آخر يعود إلى بطليموس الثاني.
بعض القطع الأثرية الموجودة في المعبد تعود إلى بطليموس الثالث وبطليموس الرابع. العديد من هذه القطع الأثرية هي تماثيل الثيران التي كانت تستخدم للعبادة والنقوش. في الداخل من هذا النصب مثير للاهتمام لأنه وأبوابه تصف المشاهد التقليدية للمهرجان عندما يكون الملك في الزي التقليدي يتلقى العروض أو خلال خطوة هامة في حفل تنصيب السلطة الملكية. معبد مونتو هو أيضا نظرة هامة في كيفية شهرة طوائف الثور في مصر القديمة، مونتو يرتبط بقوة مع الثيران. احتفظ ممر طويل بمشاهد عبادة بوخيس الذي يرجع في الغالب إلى الإمبراطور دوميتيان (81-96). يوجد أيضا جدار الإغاثة من موكب الموسيقيين الذين جاءوا لزيارة تراجان.
لا شيء متبقي من المعابد في وقت سابق أو في وقت لاحق، والبقايا تعود أساسا من الفترة اليونانية الرومانية. كان المعبد في مدامود قد أسس على الأرجح كمكان لعبادة الإله الحي مونتو في حين أن معبد بوشوم (أو بوشيوم) في أرمنت شملت مقبرة من الثيران المقدسة، وربما كان مخصصا لوفاته. هناك بقايا قبطية على موقع المعبد.

## متحف المعارض

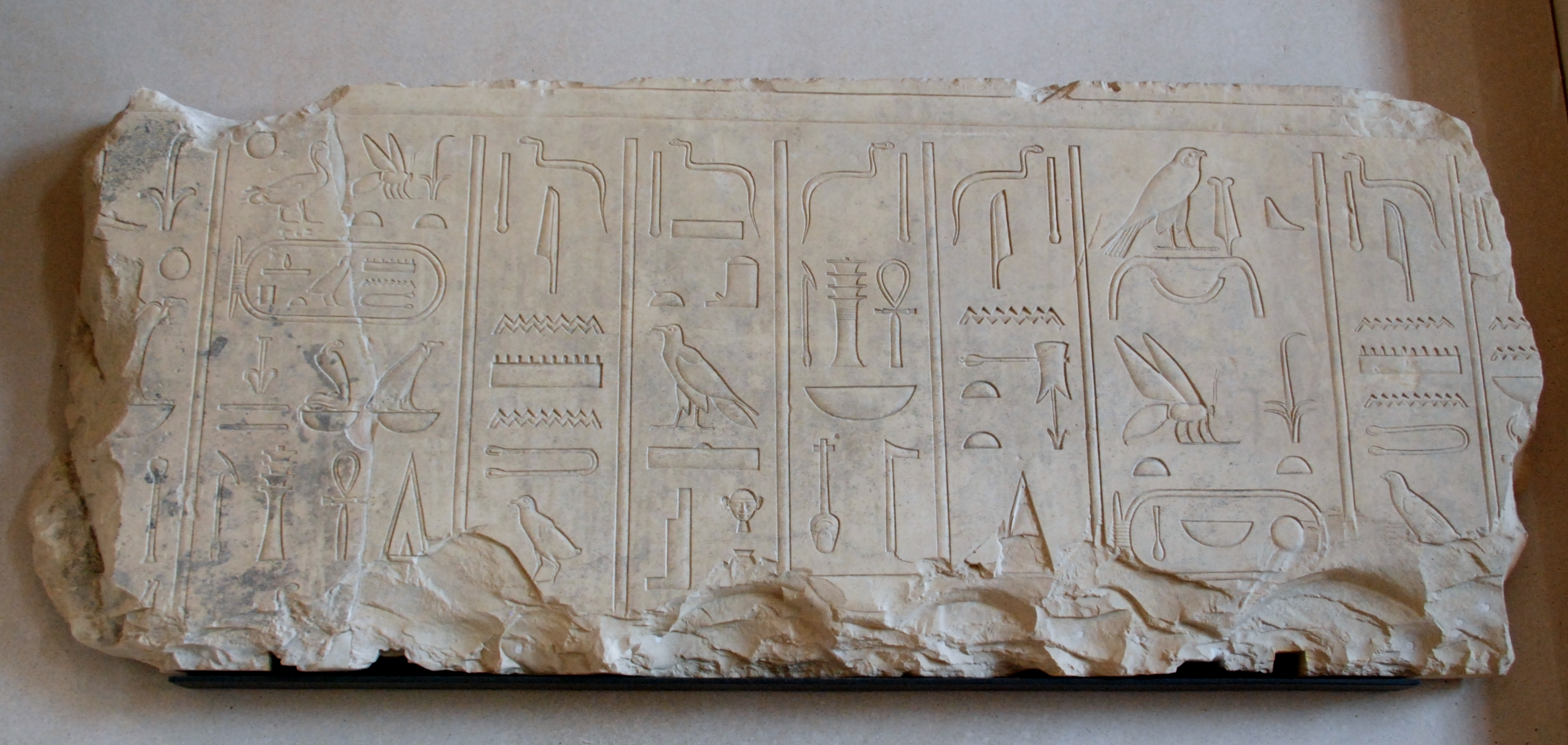
حجر نقوش فرعونية في متحف اللوفر

ما يمكن إزالته من الهيكل الأصلي، وأجزاء من المبنى والتحف، فقد تم نقلها إلى المتاحف بما في ذلك متحف الكرنك المفتوح. وتقع معظم التماثيل الآن في متاحف مختلفة، مثل متحف الفنون الجميلة في ليون ومتحف اللوفر.